# Tour der australischen Rugby-Union-Nationalmannschaft nach Neuseeland 1905
| Tour der Wallabies nach Neuseeland 1905 | Tour der Wallabies nach Neuseeland 1905 | Tour der Wallabies nach Neuseeland 1905 | Tour der Wallabies nach Neuseeland 1905 | Tour der Wallabies nach Neuseeland 1905 |
| Übersicht                               | S                                       | G                                       | U                                       | N                                       |
| --------------------------------------- | --------------------------------------- | --------------------------------------- | --------------------------------------- | --------------------------------------- |
| Test Matches                            | 1                                       | 0                                       | 0                                       | 1                                       |
| Sonstige Spiele                         | 7                                       | 4                                       | 0                                       | 3                                       |
| Gesamt                                  | 8                                       | 4                                       | 0                                       | 4                                       |
|                                         |                                         |                                         |                                         |                                         |
| Neuseeland                              | 1                                       | 0                                       | 0                                       | 1                                       |

Die Tour der australischen Rugby-Union-Nationalmannschaft nach Neuseeland 1905 umfasste eine Reihe von Freundschaftsspielen der Wallabies, der Nationalmannschaft Australiens in der Sportart Rugby Union. Das Team reiste im August und September 1905 durch Neuseeland, wobei es acht Spiele bestritt. Dazu gehörte ein Test Match gegen die All Blacks (die neuseeländische Nationalmannschaft), das verloren ging. Auf ihrer ersten Tour überhaupt mussten die Australier drei weitere Niederlagen gegen regionale Auswahlteams hinnehmen.

## Spielplan
- Hintergrundfarbe grün = Sieg
- Hintergrundfarbe rot = Niederlage

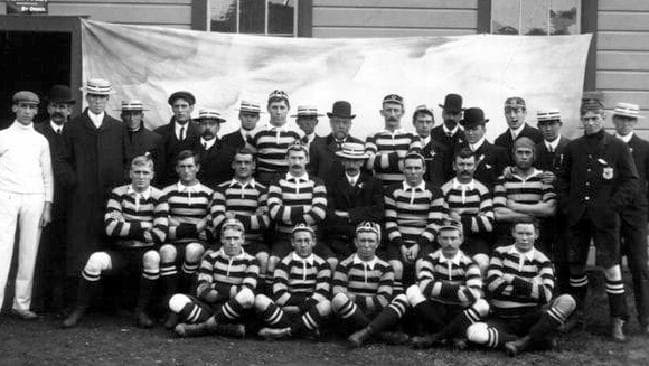
Das australische Team während der Tour von 1905

(Test Matches sind grau unterlegt; Ergebnisse aus der Sicht Australiens)
| # | Datum              | Gegner                                                          | Ort              | Stadion          | Ergebnis |
| - | ------------------ | --------------------------------------------------------------- | ---------------- | ---------------- | -------- |
| 1 | 19. August 1905    | Horewhenua & Wairarapa & Wellington Rugby Football Union        | Wellington       | Athletic Park    | 7:23     |
| 2 | 23. August 1905    | Buller & Marlborough & Nelson & West Coast Rugby Football Union | Nelson           | Trafalgar Park   | 3:12     |
| 3 | 26. August 1905    | Canterbury & South Canterbury Rugby Football Union              | Christchurch     | Lancaster Park   | 3:8      |
| 4 | 02. September 1905 | Neuseeland                                                      | Dunedin          | Tahuna Park      | 3:14     |
| 5 | 06. September 1905 | Bush & Hawke’s Bay & Manawatu Rugby Union                       | Palmerston North | Showgrounds Oval | 7:5      |
| 6 | 09. September 1905 | Taranaki & Wanganui Rugby Football Union                        | Hawera           |                  | 18:13    |
| 7 | 13. September 1905 | New Zealand Māori                                               | Rotorua          |                  | 12:8     |
| 8 | 16. September 1905 | Auckland Rugby Football Union                                   | Auckland         | Alexandra Park   | 10:8     |

## Test Match
| 2. September 1905 | Neuseeland                                             | 14 : 3        | Australien       | Tahuna Park, Dunedin Zuschauer: 3.000 Schiedsrichter: John Williams (Neuseeland) |
| 2. September 1905 | Versuche: Cross McMinn (2) Wrigley Erhöhungen: Francis | (3:3) Bericht | Versuche: McLean | Tahuna Park, Dunedin Zuschauer: 3.000 Schiedsrichter: John Williams (Neuseeland) |

Aufstellungen:
- Neuseeland: Robert Bennet, Jerry Burgess, Thomas Cross, Ernest Dodd, Arthur Francis, Colin Gilray, Donald Macpherson, Archibald McMinn, Charles Purdue, Patrick Purdue, Bill Smith, John Spencer , Hubert Turtill, Eric Watkins, Edgar Wrigley
- Australien: George Anlezark, Alex Burdon, James Clarken, Michael Dore, William Hirschberg, Harold Judd, Basil Lucas, Douglas McLean, Allen Oxlade, Arthur Penman, Billy Richards, Bede Smith, Machattie Smith, Blair Swannell, Stanley Wickham